# Теніс на візках на літніх Паралімпійських іграх 2012
Змагання з тенісу на візках на літніх Паралімпійських іграх 2012 року пройшли в «Ітон Менор» у Лондоні з 1 по 8 вересня 2012 року. 

## Класифікація спортсменів
Спортсмени були класифіковані на різні групи в залежності від ступеня інвалідності. Система класифікації дозволяє спортсменам з однаковими порушеннями конкурувати на рівних.

У тенісі на візках існує два класи спортсменів: Open та Quad.
Веслувальники класифікуються на такі групи:
- Open: спортсмени, які мають порушення роботи однієї або двох ніг, яке не впливає на роботу рук.
- Quad: спортсмени, які мають порушення роботи рук і ніг, що обмежують їх здатність впоратися з ракеткою і пересуватися на візку.

## Календар
| 64 | Одна шістдесят четверта фіналу | 32 | Одна тридцять друга фіналу | 16 | Одна шістнадцята фіналу | ¼ | Чвертьфінали | ½ | Півфінали | З/Б | Фінали |

| Раунд↓/Дата →     | Ср 29 | Чт 30 | Пт 31 | Сб 1 | Нд 2 | Пн 3 | Вт 4 | Ср 5 | Чт 6 | Пт 7 | Сб 8 | Нд 9 |
| ----------------- | ----- | ----- | ----- | ---- | ---- | ---- | ---- | ---- | ---- | ---- | ---- | ---- |
| Чоловіки-одиночки |       |       |       | 64   | 32   |      | 16   | ¼    | ½    |      | З/Б  |      |
| Чоловіки-пари     |       |       |       |      | 32   | 16   |      | ¼    | ½    | З/Б  |      |      |
| Жінки-одиночки    |       |       |       |      |      | 16   | ¼    | ½    | Б    | З    |      |      |
| Жінки-пари        |       |       |       |      |      | 16   | ¼    |      | ½    | Б    | З    |      |
| Змішані одиночки  |       |       |       |      | 16   |      | ¼    |      | ½    | Б    | З    |      |
| Змішані пари      |       |       |       | ¼    |      | ½    |      | З/Б  |      |      |      |      |

## Змагання
- Чоловіки-одиночки
- Чоловіки-пари
- Жінки-одиночки
- Жінки-пари
- Змішані одиночки
- Змішані пари

## Медальний залік
| Змагання          | Клас | Золото                                | Срібло                                      | Бронза                                   |
| ----------------- | ---- | ------------------------------------- | ------------------------------------------- | ---------------------------------------- |
| Чоловіки-одиночки | Open | Шінго Кунеда                          | Стефан Уде                                  | Рональд Вінк                             |
| Чоловіки-пари     | Open | Швеція Стефан Олссон Петер Вікстрьом  | Франція Фредерік Каттанео Ніколя Пайфер     | Франція Стефан Уде Мішель Жеремяш        |
| Жінки-одиночки    | Open | Естер Вергер                          | Анік ван Кут                                | Їске Гріффон                             |
| Жінки-пари        | Open | Нідерланди Марьолейн Бюс Естер Вергер | Нідерланди Їске Гріффон Анік ван Кут        | Велика Британія Люсі Шукер Джордан Вайлі |
| Змішані одиночки  | Quad | Ноам Гершоні                          | Девід Вагнер                                | Ніколас Тейлор                           |
| Змішані пари      | Quad | США Ніколас Тейлор Девід Вагнер       | Велика Британія Ендрю Лепторн Пітер Норфолк | Ізраїль Ноам Гершоні Шрага Вайнберг      |

| Місце | Країна          | Золото | Срібло | Бронза | Загалом |
| ----- | --------------- | ------ | ------ | ------ | ------- |
| 1     | Нідерланди      | 2      | 2      | 2      | 6       |
| 2     | США             | 1      | 1      | 1      | 3       |
| 3     | Ізраїль         | 1      | 0      | 1      | 2       |
| 4     | Японія          | 1      | 0      | 0      | 1       |
| 4     | Швеція          | 1      | 0      | 0      | 1       |
| 6     | Франція         | 0      | 2      | 1      | 3       |
| 7     | Велика Британія | 0      | 1      | 1      | 2       |